# Kate Edger

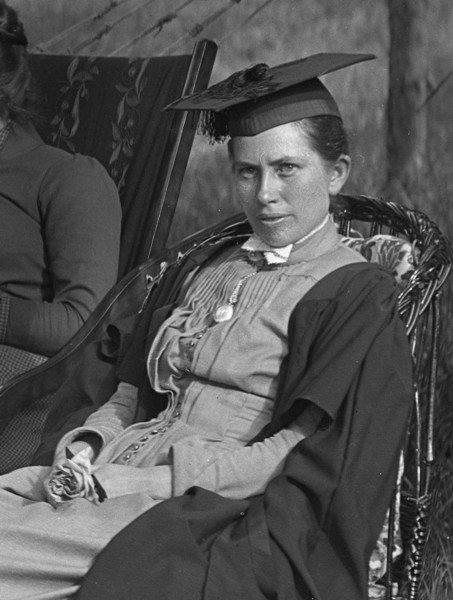
Kate Edger (1885)

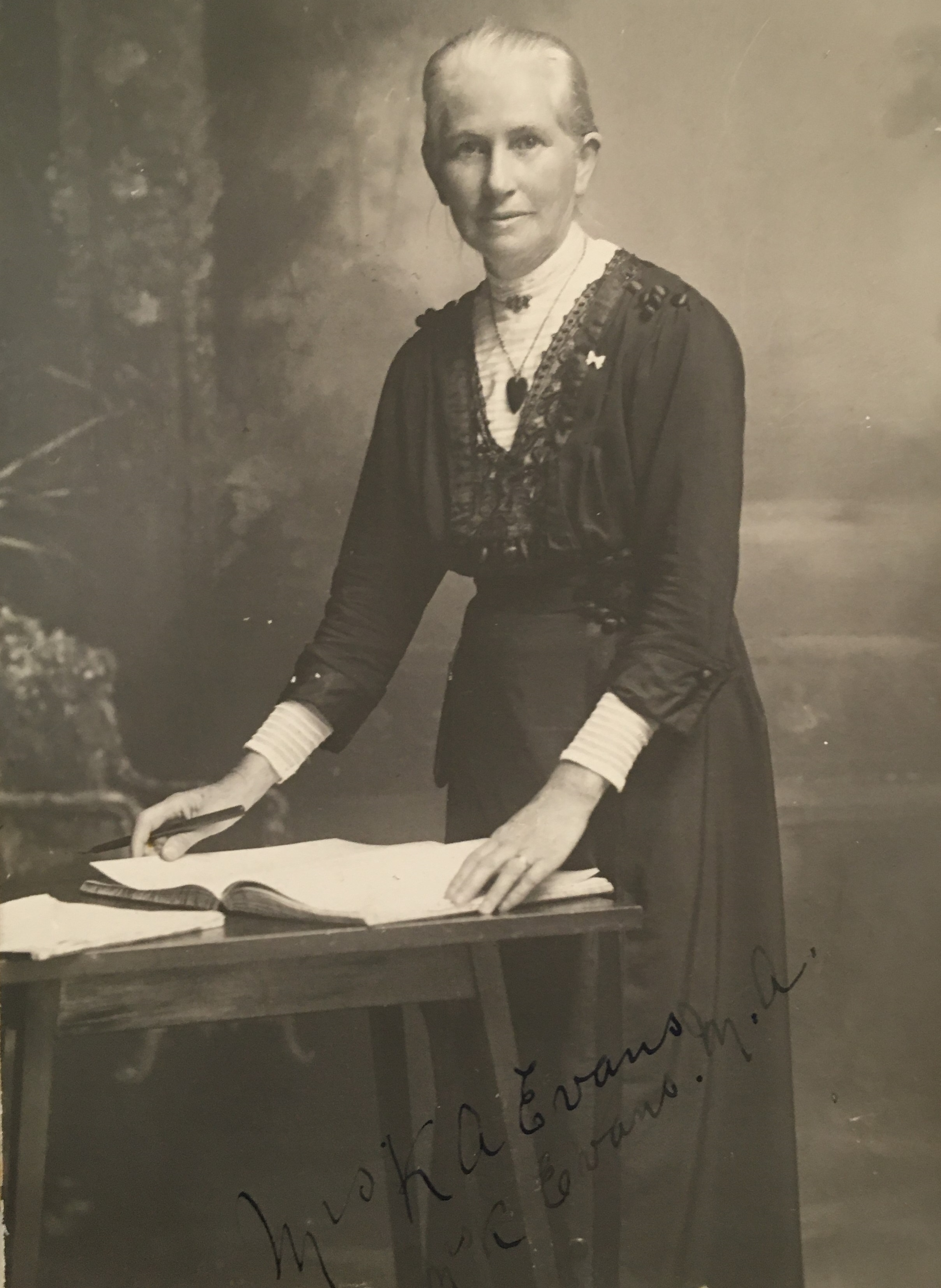
Kate Edger Evans (ca. 1900)

Kate Edger (* 6. Januar 1857 in Abingdon-on-Thames, England; † 6. Mai 1935 in Dunedin, Neuseeland) war eine englische Mathematikerin und Pädagogin. Sie war die erste Frau in Neuseeland und eine der ersten Frauen im britischen Empire, die einen Universitätsabschluss erhielt.

## Leben und Werk
Edger war eine Tochter von Samuel Edger, einem Minister und Absolventen der University of London, der 1862 seine Familie aus England mit den Siedlern von Albertland nach Neuseeland brachte, wo sie sich in Auckland niederließen. Sie war das erste Mädchen, das am Auckland College und am Gymnasium ausgebildet wurde, nachdem sie mit Unterstützung ihres Vaters die Erlaubnis des Schulleiters erhalten hatte. Sie wurde mit einem Mathematikstipendium an die Universität von Neuseeland aufgenommen, wobei sie in ihrer Bewerbung nicht ihr Geschlecht angegeben hatte. Da die Universität die Zahl der Studierenden erhöhen wollte, wurde ihre Bewerbung angenommen. Am 11. Juli 1877 erwarb sie als erste Frau in Neuseeland einen Bachelor of Arts in den Fächern Mathematik und Latein und als eine der ersten Frauen im britischen Empire einen Universitätsabschluss. 1882 erwarb sie ebenso wie ihre Schwester Lilian einen Master of Arts am Canterbury College. Nachdem sie als erste Assistentin an der Christchurch Girls 'High School unterrichtet hatte, wurde sie die erste Direktorin des 1883 eröffneten Nelson College for Girls. Sie unterrichtete englische Grammatik, Komposition und Literatur, Physik, Latein, Mathematik, Gesang, Geographie und bereitete Mädchen auf Universitätsstipendien vor. 1890 heiratete sie den walisischen Kongregationsminister William Evans und bekam mit ihm drei Söhne. 1893 zog die Familie nach Wellington, wo sich ihr Mann der Forward-Bewegung anschloss, die Erwachsenenbildung mit gemeinnütziger und philanthropischer Arbeit verband. Da dies unbezahlt war, leitete sie morgens eine Privatschule für Mädchen und abends unterrichtete sie erwachsene Schüler. Die Ernennung ihres Mannes bei der Newtown Congregational Church 1904 entlastete sie von einigen finanziellen Belastungen. Bis 1912 trainierte sie Schüler und während des Ersten Weltkriegs arbeitete sie zwei Jahre lang im Bildungsministerium. Nach dem Tod ihres Mannes 1921 lebte sie weiter in Wellington, bis sie 1932 zu ihrem zweiten Sohn und seiner Familie nach Dunedin zog. 1933 nahm sie am goldenen Jubiläum des Nelson College for Girls teil. Kurz vor ihrem Tod wurde sie am 6. Mai 1935 mit der Silbermedaille des Königs ausgezeichnet. Nachrufartikel erkannten ihre Bedeutung als erste Frau im Land an, die ihren Abschluss machte und damit die intellektuellen Fähigkeiten von Frauen unbestreitbar demonstrierte. Die Bedeutung ihres Abschlusses und ihre Arbeit für die Entwicklung von zwei großen Schulen für Mädchen machen sie zu einer der führenden Pionierinnen für die Frauenbildung in Neuseeland.

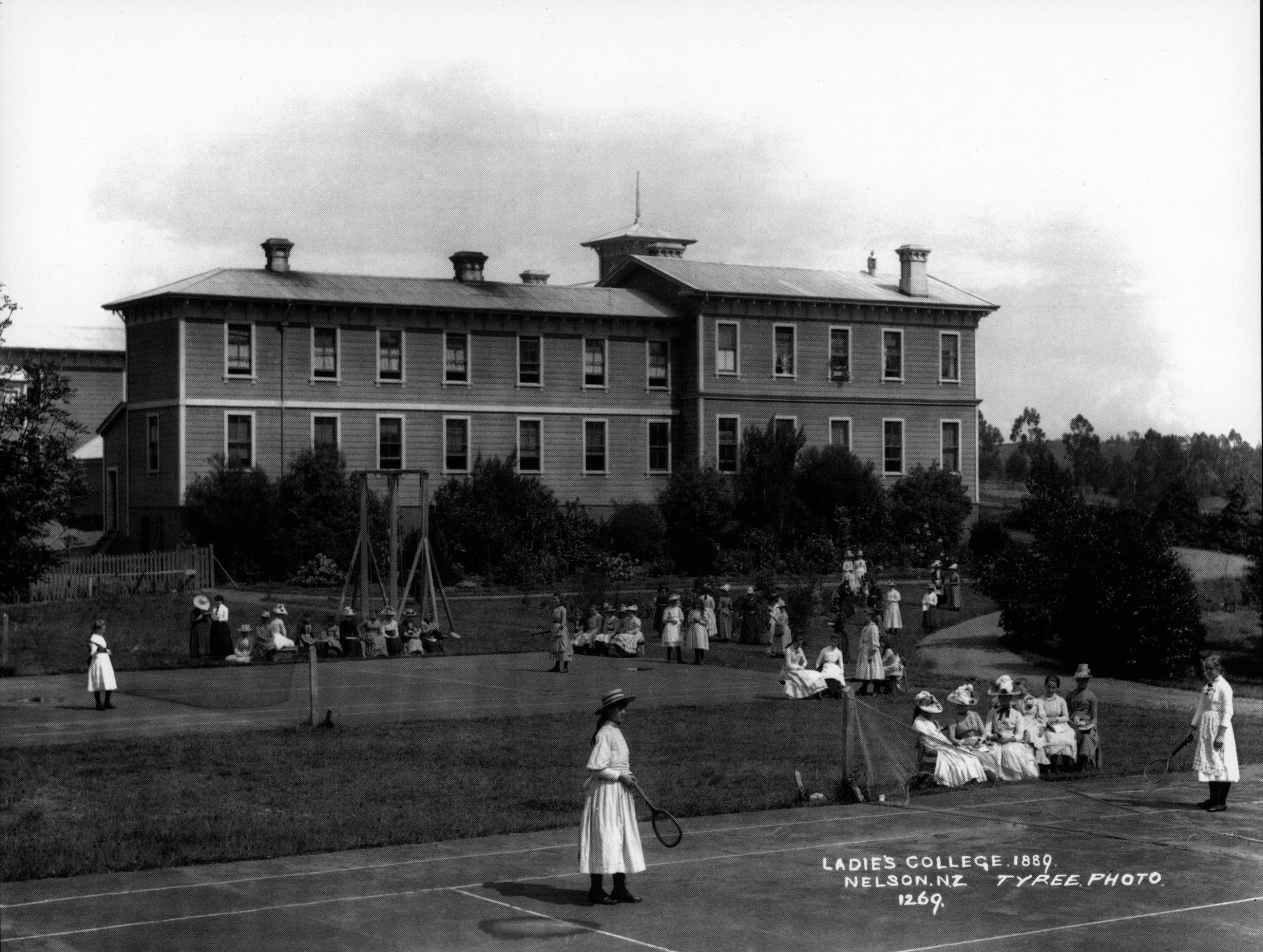
Tennis am Nelson College for Girls 1889

Sie war an der Suffragistenbewegung beteiligt, Mitglied der Women’s Christian Temperance Union of New Zealand (WCTU NZ) und Präsidentin der New Zealand Society for the Protection of Women and Children. 2004 wurde die Kate Edger Information Commons an der University of Auckland gegründet. Der Kate Edger Educational Charitable Trust bietet finanzielle Unterstützung für Frauen, die einen Bachelor- oder Postgraduiertenabschluss anstreben. 2017 wurde sie als eine Frau für das Projekt „150 Frauen in 150 Worten“ der Royal Society of New Zealand ausgewählt. 2018 wurde das Institut für Mathematik an der Universität von Auckland anlässlich des 125. Jahrestages des Frauenwahlrechts in Neuseeland vorübergehend in „Kate Edgar Department of Mathematics“ umbenannt.